# هولي هال
هولي هال (بالإنجليزية: Holly Hull)‏ هي مغنية بريطانية، ولدت في 17 أكتوبر 1994.